# Curtafond

Curtafond este o comună în departamentul Ain din estul Franței.